# Acanthormius yasirae
Acanthormius yasirae är en stekelart som beskrevs av Van Achterberg 1995. Acanthormius yasirae ingår i släktet Acanthormius och familjen bracksteklar. Inga underarter finns listade i Catalogue of Life.